# Tomás Laibe
Tomás Caleb Laibe Sáez (Puerto Aysén, 28 de septiembre de 1990) es un politólogo chileno, activista LGBT. Fue miembro de la Convención Constitucional de Chile por el distrito 27 (Región de Aysén) que estuvo vigente entre 2021 y 2022.

## Biografía

### Familia y estudios
Su padre, Eduardo Laibe Vera, fue el primer alcalde elegido en la comuna de Aysén tras el retorno a la democracia, triunfando en las elecciones municipales de junio de 1992.
En 2010 ingresó a la Universidad Diego Portales (UDP) a estudiar ciencia política. En 2020 obtuvo el grado de magíster en gobierno y gerencia pública en la Universidad de Chile. También se ha desempeñado como asesor legislativo en el Congreso Nacional de Chile de parlamentarios del Partido Socialista (PS) y asesor de políticas para pequeñas empresas en el Ministerio de Economía, Fomento y Turismo.
En 2011 ingresó como voluntario a la Fundación Iguales, y al año siguiente comenzó a militar en la Juventud Socialista de Chile. En 2020 regresó a la región de Aysén para participar de la campaña a favor de las opciones «Apruebo» y «Convención Constitucional» en el plebiscito de 2020.

### Convencional constituyente
Presentó su candidatura a las elecciones de convencionales constituyentes en el pacto «Lista del Apruebo» representando al Partido Socialista en el distrito 27 (Región de Aysén), resultando electo y convirtiéndose en el candidato más votado de dicha zona.
Laibe es abiertamente gay, y el 28 de junio de 2021 fue uno de los fundadores de la «Red Disidente Constituyente», destinada a coordinar la visibilidad y representación de la diversidad sexual en la Convención Constitucional. Los otros integrantes del grupo son Jeniffer Mella, Bessy Gallardo, Valentina Miranda, Javier Fuchslocher, Pedro Muñoz Leiva, Gaspar Domínguez y Rodrigo Rojas Vade. Es integrante de la comisión de Participación Popular y Equidad Territorial. El 6 de enero de 2022 asumió como vicepresidente adjunta de la Convención, junto a Bárbara Sepúlveda, Lidia González, Natividad Llanquileo y Amaya Alvez,  cargo que dejaron en julio de 2022.

## Historial electoral

### Elecciones de convencionales constituyentes de 2021
- Elecciones de convencionales constituyentes de 2021, para convencional constituyente por el Distrito 27 (Aysén, Chile Chico, Cisnes, Cochrane, Coyhaique, Guaitecas, Lago Verde, O'Higgins, Río Ibáñez y Tortel)[11]

| Candidato                   | Pacto                      | Partido | Votos | %     | Resultados                 |
| --------------------------- | -------------------------- | ------- | ----- | ----- | -------------------------- |
| Tomás Laibe Sáez            | Lista del Apruebo          | PS      | 4.291 | 13.11 | Convencional constituyente |
| Geoconda Navarrete Arratia  | Vamos por Chile            | EVO     | 3.404 | 10,40 | Convencional constituyente |
| Viviana Betancourt Gallegos | Lista del Apruebo          | PS      | 2.462 | 7,52  |                            |
| Marcos Vargas Aceituno      | Vamos por Chile            | RN      | 2.284 | 6,98  |                            |
| Yarela Gómez Sánchez        | Apruebo Dignidad           | ILYQ    | 2.259 | 6,90  | Convencional constituyente |
| Paulina Ruz Delfín          | Lista del Apruebo          | PPD     | 1.829 | 5,59  |                            |
| Patricio Segura Ortiz       | A Pulso, Por el Buen Vivir | ILXC    | 1.812 | 5,54  |                            |